# Purpermotten
De purpermotten (Eriocraniidae) zijn een familie van primitieve, meestal dagactieve vlinders waarvan de rupsen bladmineerders zijn. De imagines hebben geen roltong maar functionele kaken, wat als een primitief kenmerk wordt beschouwd. De familie telt ongeveer dertig soorten, verdeeld over een handvol geslachten.
De vleugels van de purpermotten hebben een metallische glans en met een spanwijdte van ongeveer 8 tot 15 millimeter zijn het kleine vlinders.

## Geslachten en soorten
- Catolbistis Meyrick, 1930
  - Catolbistis thrasymedes Meyrick, 1930
- Dyseriocrania Spuler, 1910
  - Dyseriocrania auricyanea (Walsingham, 1882)
  - Dyseriocrania subpurpurella Haworth, 1828 - eikenpurpermot
  - Dyseriocrania griseocapitella (Walsingham, 1898)
- Eriocrania Zeller, 1851
  - Eriocrania alpinella Burmann, 1958
  - Eriocrania breviapex Davis, 1978
  - Eriocrania carpinella Mizukawa, Hirowatari & Hashimoto, 2010
  - Eriocrania chrysolepidella (Zeller, 1851) - slanke purpermot
  - Eriocrania cicatricella (Zetterstedt, 1839) - roze purpermot
  - Eriocrania komaii Mizukawa, Hirowatari & Hashimoto, 2006
  - Eriocrania marci Schmid, 2024
  - Eriocrania sakhalinella Kozlov, 1983
  - Eriocrania salopiella (Stainton, 1854) - geelkoppurpermot
  - Eriocrania sangii (Wood, 1891) - grijsrupspurpermot
  - Eriocrania semipurpurella (Stephens, 1834) - variabele purpermot
  - Eriocrania sparrmannella (Bosc, 1791) - late purpermot
- Eriocraniella Viette, 1949
  - Eriocraniella aurosparsella (Walsingham, 1880)
  - Eriocraniella falcata Davis, 1978
  - Eriocraniella longifurcula Davis, 1978
  - Eriocraniella mediabulla Davis & Faeth, 1986
  - Eriocraniella platyptera Davis, 1978
  - Eriocraniella trigona Davis, 1978
  - Eriocraniella variegata Davis, 1978
  - Eriocraniella xanthocara Davis, 1978
- Heringocrania Kuznetzov, 1941
  - Heringocrania unimaculella (Zetterstedt, 1839) - zilvervlekpurpermot
- Issikiocrania Moriuti, 1982
  - Issikiocrania japonicella Moriuti, 1982
- Neocrania Davis, 1978
  - Neocrania bifasciata Davis, 1978

## Afbeeldingen

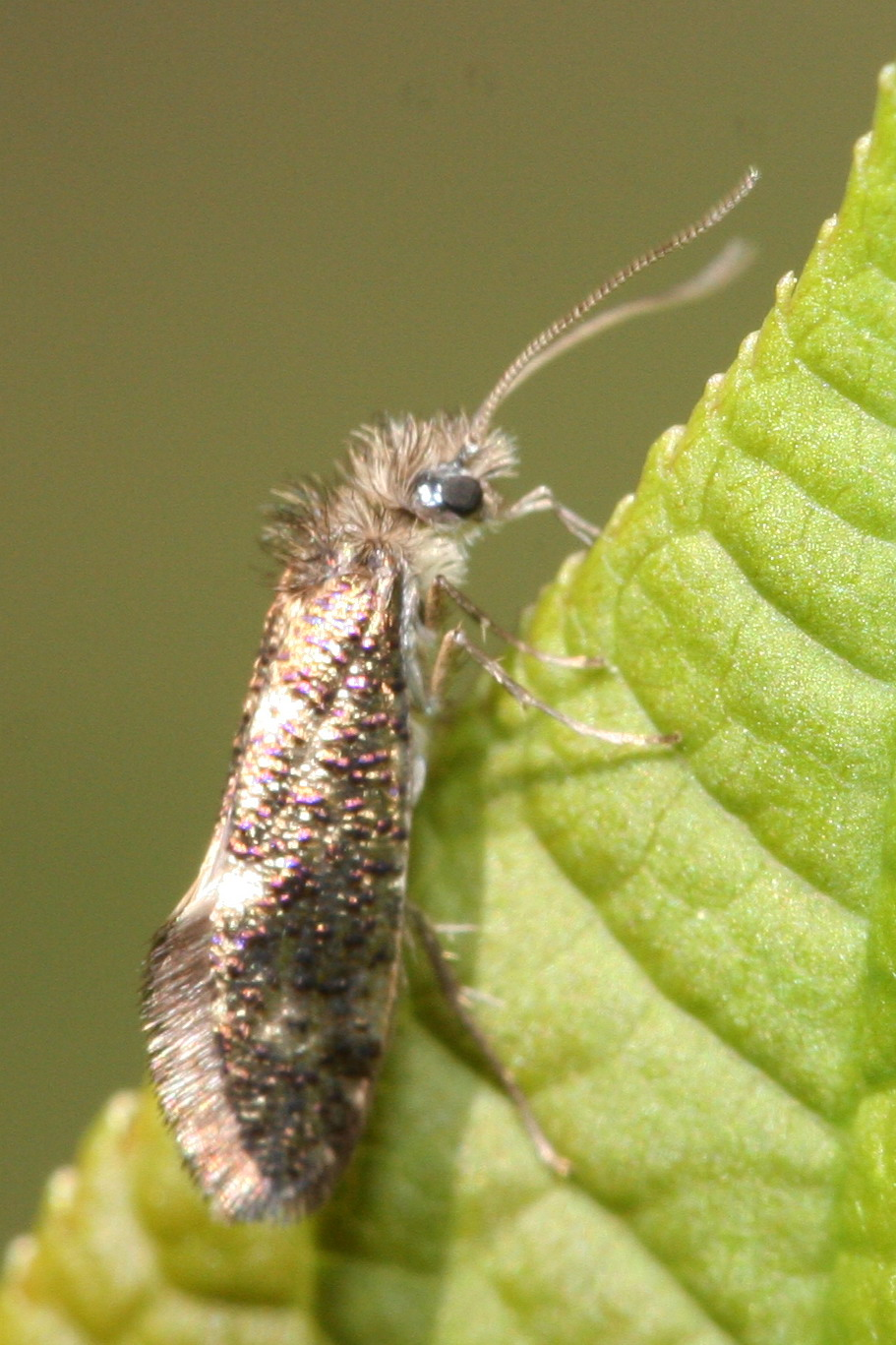
Eikenpurpermot (Dyseriocrania subpurpurella)
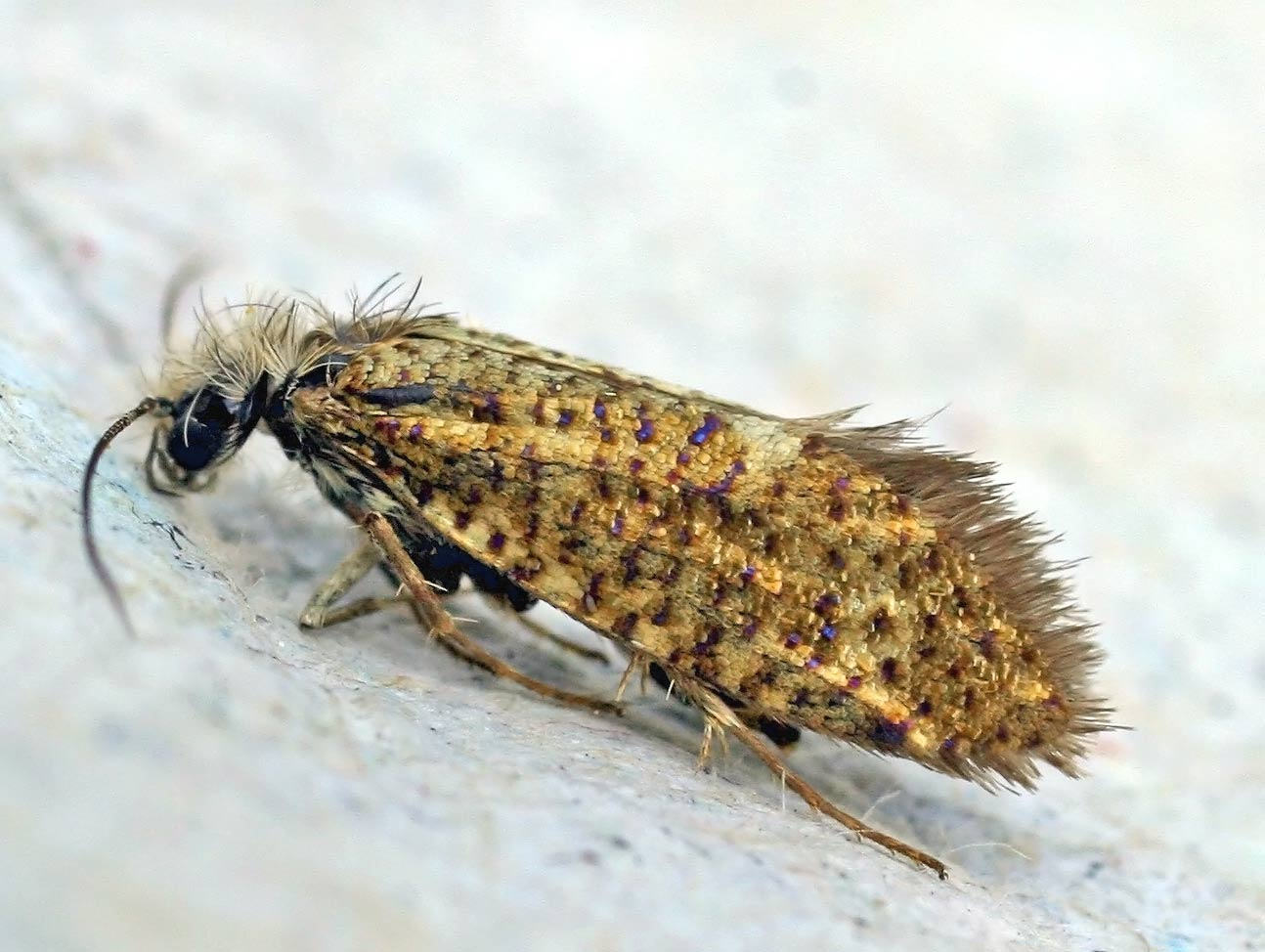
Variabele purpermot (Eriocrania semipurpurella)